# Borgerforeningen (Flensborg)
Borgerforeningen er en dansksindet liberal forening som blev stiftet den 12. maj 1835 i Flensborg. Bag stiftelsen stod byens liberale kræfter. Da den liberale bevægelse splittedes i et dansk og et tysk parti, blev Borgerforeningen efterhånden samlingssted for byens dansk-orienterede og dansk-loyale borgere. I 1844 erhvervede foreningen ejendommen på Holmen 17 og opførte i haven en tværbygning til foreningens formål. Her mødtes byens og omegnens danske til fester, baller, teater eller koncerter. Der blev også oprettet et bibliotek. I 1846 og i 1847 var Christian 8. gæst i Borgerforeningen. Også Frederik 7. var i 1800-tallet flere gang gæst i foreningens kongesal, når han opholdt sig på Lyksborg Slot. Til foreningens kendte medlemmer hørte professor Christian Paulsen, rigsdagsmand Gustav Johannsen og Flensborgs danske overborgmester J.C. Møller. Under 2. verdenskrig deltog restaurantens forpagter Hanni Matthiesen aktiv i modstandsbevægelsen og smuglede våben og og sprængstof over den dansk-tyske grænse.
Borgerforeningen er op til i dag en selvstændig danskorienteret forening. Borgerforeningens kongesal har plads til 250 personer eller 180 siddepladser.
- Porten til Borgerforeningen på Holmen
- Flise på gaden uden for porten
- Gården set fra trappen